# Villa Genienau

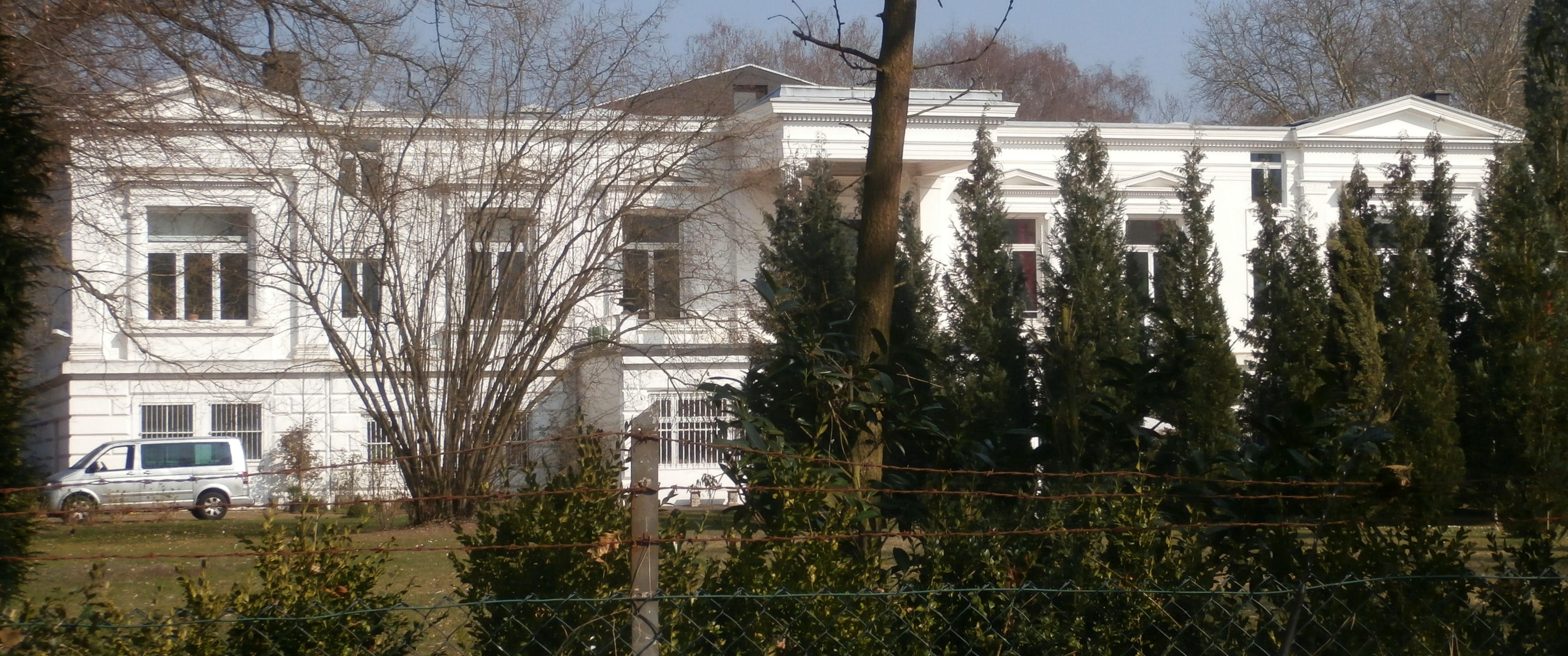
Villa Genienau, Straßenfront (2014)

Die Villa Genienau ist eine Villa in Mehlem, einem Ortsteil des Bonner Stadtbezirks Bad Godesberg, die 1904/05 errichtet wurde. Sie liegt als Solitär im Süden des Ortsteils etwa 70 m westlich des Rheinufers an der Straße Im Frankenkeller (Hausnummer 51) inmitten einer weiträumigen Flussebene. Die Villa steht als Baudenkmal unter Denkmalschutz.

## Geschichte
Die Villa entstand für den Bauherrn Paul Grosser (1864–1911), einen Geologen, nach einem Entwurf des Kölner Architekten Heinrich Offergeld, der auch die Bauleitung innehatte. Ihren Namen hatte das Anwesen vermutlich nach der Frau des Bauherrn, Eugenie Grosser, erhalten. Auf einen ersten Bauantrag vom 7. Dezember 1903 hin wurde die Baugenehmigung am 12. Dezember zunächst verweigert, da das Grundstück noch nicht im Besitz des Bauherren und Gegenstand eines Zusammenlegungsverfahrens war. Am 21. Dezember 1903 stellte Grosser einen erneuten Bauantrag mit der Mitteilung, das Haus auf einem bereits ihm gehörenden Grundstück bauen zu wollen. Genehmigt wurden schließlich Bauanträge vom 21. März bzw. 14. Juni 1904. Die Rohbauabnahme für die neu errichtete Villa erfolgte am 14. Februar 1905, der Einzug der Familie Grosser am 8. September 1905.
Im Herbst 1911 begingen sowohl Paul Grosser als auch seine Ehefrau – letztere zuerst – nacheinander Suizid. Beide waren kinderlos geblieben. Die Villa gelangte auf dem Wege der Versteigerung spätestens bis 1913 in den Besitz des Geheimen Kommerzienrats Rudolf Böcking (1843–1918), eines Eisenhüttenbesitzers und Gießereitechnikers. Sie verblieb mindestens bis 1938 noch im Eigentum dieser Familie. Spätestens ab 1945 stand das Gebäude leer. Ab 1948 diente es als Manufaktur eines im selben Jahr von dem Großhändler Erich Dittmann (* 1901) in Bonn gegründeten Puppenherstellers, der Westdeutschen Puppen- und Steingutfabrik. Die Villa wurde bereits zum Jahresbeginn mit 34 Räumen von der Erbengemeinschaft Böcking/Fölkersamb angemietet, vom 15. Mai bis zum 8. Oktober 1948 war sie allerdings von der Besatzungsmacht beschlagnahmt und konnte in dieser Zeit nur im Erdgeschoss von Dittmann genutzt werden. Spätestens danach wurde das Unternehmen von Bonn nach Bad Godesberg verlegt. Die Fabrik fungierte faktisch als zweites Standbein der ältesten deutschen Puppenfabrik August Riedeler im thüringischen Königsee (gegründet 1872) mit einem ähnlichen Produktionsprogramm, bis sich Dittmann nach der Währungsreform als Unternehmer verselbständigte. Für die Manufaktur wurde 1952 die große Freitreppenanlage an der Rückseite des Gebäudes abgebrochen und nach Plänen der Architekten Schmidt und Ernst van Dorp zur Schaffung von Fabrikationsräumen Zwischendecken eingezogen. Im selben Jahr erwarb Dittmann die Villa von der Erbengemeinschaft. Ebenfalls in der Zeit der Nutzung als Puppenmanufaktur erfolgte an der Straßenfront der Abriss der seitlichen, zum ersten Stock hinaufführenden Rampen.
Im Herbst 1960 wurde die Fabrik abgemeldet und das Privatvermögen Dittmanns zwangsversteigert. Die Villa ging in den Besitz der Kreissparkasse Bonn über, die sie 1961 an die Bundesrepublik Deutschland verkaufte. 1962 fand sie eine neue Nutzung als Lager des Technischen Hilfswerks sowie des Bundesverbandes für den Selbstschutz. Am 20. Januar 1991 erfolgte die Eintragung der Villa in die Denkmalliste der Stadt Bonn. Das Bundesvermögensamt Bonn schrieb sie zum Verkauf aus, der zunächst für eine gewerbliche Nutzung geplant war und über Jahre hinweg nicht gelang. 1997 konnte die Liegenschaft schließlich in Privatbesitz verkauft werden. Es folgte eine umfassende Renovierung, im Zuge derer es auch zur Wiederherstellung der rückwärtigen Freitreppe kam. Das ehemalige Pförtnerhaus der Villa gehört heute zu einem benachbarten Campingplatz und wird als Wohnhaus genutzt, die Villa Genienau selbst als Veranstaltungsort.

## Architektur
Die Villa ist ein weiß gefasster Putzbau, der aus einem Sockelgeschoss mit aufgeputzter Quaderung und einem Obergeschoss besteht sowie straßenseitig zehn und rheinseitig neun Achsen umfasst. Stilistisch lässt sie sich dem Klassizismus zuordnen und ist, unter den Villen in Bonn und Bad Godesberg einmalig, nach dem Vorbild einer römischen Portikusvilla der Antike mit Säulen und Gebälken der ionischen Ordnung gestaltet. Sie steht in einer direkten Blickbeziehung zum ein Kilometer entfernten Drachenfels auf dem gegenüberliegenden Rheinufer.

### Straßen- und Rheinfront
Die Straßenfront wird durch zwei einachsige Eckrisalite und einen Portikus in der Mitte des Hauptgeschosses gegliedert. Die Fenster des Eckrisalits und der jeweils zwei angrenzenden Achsen sind von ionischen Säulen eingefasst. Die Eckrisalite werden von Pilastern gerahmt und, ebenso wie die Fenster zwischen Eckrisaliten und Portikus, nach oben hin von einem Gebälk und Dreiecksgiebel abgeschlossen. Ein Kranzgesims mit Klötzchenfries, in den Eckrisaliten in einen Schräggeison übergehend, bildet den oberen Abschluss der Fassade.
Die Rheinfront wird von einer offenen Säulenhalle begleitet, die in einem dreiachsigen Mittelrisalit vorspringt und sich von diesem aus beidseitig mit je drei Säulen fortsetzt. Der Mittelrisalit besitzt einen Dreiecksgiebel mit Okulus, zu ihm führt eine doppelläufige Freitreppe (in reduzierter Form wiederaufgebaut). Die Fenster – ein breites mittleres und zwei schmälere seitliche –  sind mehrteilig und in Übereinstimmung mit der Säulenhalle angeordnet, werden von Pilastern getrennt und von einem Gebälk mit Klötzchenfries abgeschlossen. Eine besondere Betonung erfahren sie durch Palmetten-Antefixa. Als äußere Begrenzung der Säulenhalle dient zwischen den Säulen ein eisernes Brüstungsgeländer mit geometrisierenden, mäanderartigen Zierformen. Die Eckrisalite sind einachsig und weisen von Säulen umgebene mehrteilige Fenster sowie ebenfalls einen Dreiecksgiebel auf.

### Innenräume
Während das Sockelgeschoss ursprünglich Küche, Nebenräume und Stallungen (für Pferde, Rinder, Ziegen und Hühner) beinhaltete, nahm das Obergeschoss die Wohnräume auf. Der Hauptwohnraum liegt auf Höhe des mittleren Teils der Säulenhalle, ist 5 m hoch und umfasst 80 m². Zur original erhaltenen Ausstattung gehören eine Deckenstuckierung sowie eine zweiflügelige, kassettierte und profilierte Tür.